# 하임 (밴드)
하임(영어: HAIM)은 2007년 로스앤젤레스에서 결성한 미국의 팝 록 밴드이다. 하임이란 단어의 뜻은 생명을 뜻하는 히브리어에서 따온 것이다. 세 멤버는 자매 관계로, 베이스 기타와 보컬을 맡고 있는 에스티 하임(Este Haim), 리드 보컬과 기타, 드럼을 연주하는 대니엘 하임(Danielle Haim), 그리고 기타, 키보드와 보컬을 맡고 있는 알라나 하임(Alana Haim)으로 구성되어 있다. 추가로 주로 연주하는 악기 외에도 다른 역할을 맡기도 한다. 스튜디오에서의 음악 작업은 팝 사운드를 주로 추구하는 것과는 대조적으로, 라이브에서는 록을 기반으로 한 음악을 연주한다.
음악을 하는 가정에서 자란 하임은 부모인 모티와 도나가 이끄는 커버 밴드 록인하임를 통하여 어린 시절부터 악기를 연주하기 시작하였다. 시간이 지나 2005년에는 에스티와 대니엘이 발리 걸스(Valli Girls)라는 이름의 팝 그룹을 결성하여 먼저 음악 활동을 시작하였다. 하지만 사운드트랙과 컴필레이션 음반으로 몇 곡을 발표하고, 2005년에 니켈로디언 키즈 초이스 어워드에 출연한 것을 마지막으로 해체하였다. 이후 2007년에 막내 알라나와 함께 하임을 결성하였지만, 처음 몇 년 간은 밴드 활동을 진지하게 생각하지 않았다. 그러나 2012년에 대니엘이 제니 루이스와 줄리언 카사블랑카스의 콘서트에서 투어 기타리스트로서 성공하면서 체제를 변경하였다.
첫 작업물은 EP “Forever”로, 사우스 바이 사우스웨스트에서 좋은 반응을 이끌어냈으며, 2012년 중반에 폴리도르 레코드와 계약을 맺고, 제이Z가 운영하는 락 네이션 그룹과 매니지먼트 계약을 체결하였다. 이후 2013년 중반 첫 번째 정규 음반인 “Days Are Gone”을 발매하였다. 발매 후 글래스톤베리 페스티벌에서 공연을 펼쳤으며, 여러 국가 차트에서 10위 권 내에 이름을 올렸다. 특히 영국에서는 차트에서 1위를 차지하였으며, 당해 그래미 어워드 신인상을 포함해 여러 시상식에 이름을 올렸다. 두 번째 정규 음반 “Something to Tell You”를 2017년 7월에 발매하였다. 이후 2020년 6월 말에 세 번째 정규 음반 “Women in Music Pt. III”를 발매하였다. 음반은 평론가들로부터 극찬을 받았으며, 제63회 그래미 어워드에 올해의 음반 부문과 최우수 록 퍼포먼스 부분에 후보로 이름을 올렸다.

## 음반 목록
- Days Are Gone (2013)
- Something to Tell You (2017)
- Women in Music Pt. III (2020)